# Mirosternus bicolor
Mirosternus bicolor är en skalbaggsart som beskrevs av Sharp 1881. Mirosternus bicolor ingår i släktet Mirosternus och familjen trägnagare. Inga underarter finns listade i Catalogue of Life.